# Drop Girl
Drop Girl è un singolo del cantante Ice Cube in collaborazione con 2 Chainz e Redfoo.
La canzone è stata scritta da Ice Cube da Redfoo ed è stata prodotta unicamente da Redfoo.
La canzone raggiunte la posizione 92 nelle classifiche della Germania

## Video
Il video ufficiale è stato distribuito su YouTube il 22 luglio 2014.